# Креси
Креси (фр. Cressy) насеље је и општина у северној Француској у региону Горња Нормандија, у департману Приморска Сена која припада префектури Дјеп.
По подацима из 2011. године у општини је живело 280 становника, а густина насељености је износила 64,37 становника/km². Општина се простире на површини од 4,35 km². Налази се на средњој надморској висини од 150 метара (максималној 163 m, а минималној 80 m).

## Демографија
| 1962. | 1968. | 1975. | 1982. | 1990. | 1999. | 2011. |
| ----- | ----- | ----- | ----- | ----- | ----- | ----- |
| 213   | 241   | 205   | 183   | 211   | 222   | 280   |

График промене броја становника у току последњих година